# جورلیگاند

کروم هگزاکربونیل یک ترکیب جورلیگاند است.

جورلیگاند (به انگلیسی: Homoleptic) اصطلاحی در شیمی معدنی است که به ترکیباتی اشاره دارد که همه لیگاندهای آن یکسان هستند. این اصطلاح از پیشوند هومو (homo-) استفاده می‌کند تا یکسان بودن همه لیگاندها را نشان دهد. در طرف مقابل، هر گونه فلزی که بیش از یک نوع لیگاند داشته باشد، ناجورلیگاند (به انگلیسی: Heteroleptic) نامیده می‌شود.